# Cesvaine
Cesvaine (ryska: Цесвайне) är en kommunhuvudort i Lettland.   Den ligger i kommunen Cesvaines novads, i den östra delen av landet, 130 km öster om huvudstaden Riga. Cesvaine ligger 151 meter över havet och antalet invånare är 1 811.
Terrängen runt Cesvaine är platt, och sluttar brant österut. Runt Cesvaine är det glesbefolkat, med 9 invånare per kvadratkilometer. Närmaste större samhälle är Madona, 14,0 km söder om Cesvaine. Omgivningarna runt Cesvaine är en mosaik av jordbruksmark och naturlig växtlighet.